# Parti populaire progressiste (Ouganda)
Pour les articles homonymes, voir Parti populaire progressiste.
Le Parti populaire progressiste (en anglais : People's Progressive Party abrégé PPP) est un parti politique ougandais. 
D'abord nommé le Mouvement national progressiste (National Progressive Movement, NPM), il prend son nom actuel en décembre 2005.
Il remporte lors des élections législatives de 2021, son premier siège au Parlement de l'Ouganda.